# Longueil-Annel
Longueil-Annel – miejscowość i gmina we Francji, w regionie Hauts-de-France, w departamencie Oise.
Według danych na rok 1990 gminę zamieszkiwały 2442 osoby, a gęstość zaludnienia wynosiła 411 osób/km² (wśród 2293 gmin Pikardii Longueil-Annel plasuje się na 102. miejscu pod względem liczby ludności, natomiast pod względem powierzchni na miejscu 789.).